# Heinz-Dietrich Fischer
 (juin 2023).
Si vous disposez d'ouvrages ou d'articles de référence ou si vous connaissez des sites web de qualité traitant du thème abordé ici, merci de compléter l'article en donnant les références utiles à sa vérifiabilité et en les liant à la section « Notes et références ».
Pour les articles homonymes, voir Fischer.
Heinz Dietrich Fischer (né le 1er mai 1937 à Blankenstein an der Ruhr) est un journaliste allemand et scientifique de la communication.

## Biographie
Fischer étudie le journalisme, l'histoire, les sciences politiques et le droit public à l'Université libre de Berlin et aux universités de Zurich et de Münster. De 1968 à 1969, il enseigne à l'École de journalisme de l'Université du Missouri. Il obtient son habilitation à l'Université de la Ruhr à Bochum et à partir de 1974, il est chef de la section de journalisme et de communication à l'Université de la Ruhr à Bochum. Il se fait connaître en 1972 comme rédacteur en chef de l'anthologie Deutsche Zeitungen des 17. bis 20. Jahrhunderts.

## Œuvres (sélection)
- Die großen Zeitungen. Porträts der Weltpresse. Deutscher Taschenbuch Verlag, München 1966
- (Hrsg.): Deutsche Zeitungen des 17. bis 20. Jahrhunderts. Verlag Dokumentation, Pullach 1972 (= Publizistik-Historische Beiträge, Band 2)
- (Hrsg.): Spektrum der Kommunikationsberufe. Zwölf Konkretisierungen zu publizistischen Tätigkeitsfeldern in der Bundesrepublik Deutschland. Deutscher Ärzte-Verlag, Köln 1979
- Handbuch der politischen Presse in Deutschland 1480–1980. Synopse rechtlicher, struktureller und wirtschaftlicher Grundlagen der Tendenzpublizistik im Kommunikationsfeld. Droste, Düsseldorf 1981
- (Hrsg.): Kritik in Massenmedien. Objektive Kriterien oder subjektive Wertung? Deutscher Ärzte-Verlag, Köln 1983.
- (mit Erika J. Fischer) John J. McCloy und die Frühgeschichte der Bundesrepublik Deutschland. Presseberichte und Dokumente über den Amerikanischen Hochkommissar für Deutschland 1949–1952. Verlag Wissenschaft und Politik, Köln 1985
- (Hrsg.): Handbuch der Medizinkommunikation. Informationstransfer und Publizistik im Gesundheitswesen. Deutscher Ärzte-Verlag, Köln 1988
- (Hrsg.): Medizinpublizistik. Prämissen – Praktiken – Probleme. Peter Lang, Frankfurt am Main 1990